# Jiangyin
Jiangyin (Chinês simplificado:江阴; chinês tradicional: 江陰; pinyin: Jiāngyīn; Wade-Giles: Kiangyin, dialeto Jiangyin: [kɐ̞ŋ.jɪŋ]) é uma cidade chinesa localizada na província de Jiangsu，parte da cidade de Wuxi.